# Big-Wing-Kontroverse
Während der Luftschlacht um England kam es zwischen zwei rivalisierenden britischen Kommandeuren zu einer Meinungsverschiedenheit, was die Verbandsstärke der zum Einsatz gebrachten Abfangjäger betraf. Nach der zentralen Frage, ob die deutschen Verbände mit einzelnen Staffeln oder größeren Verbänden (big Wings) anzugreifen seien, wurde dieser Disput als  Big-Wing-Kontroverse bezeichnet.

## Auslöser

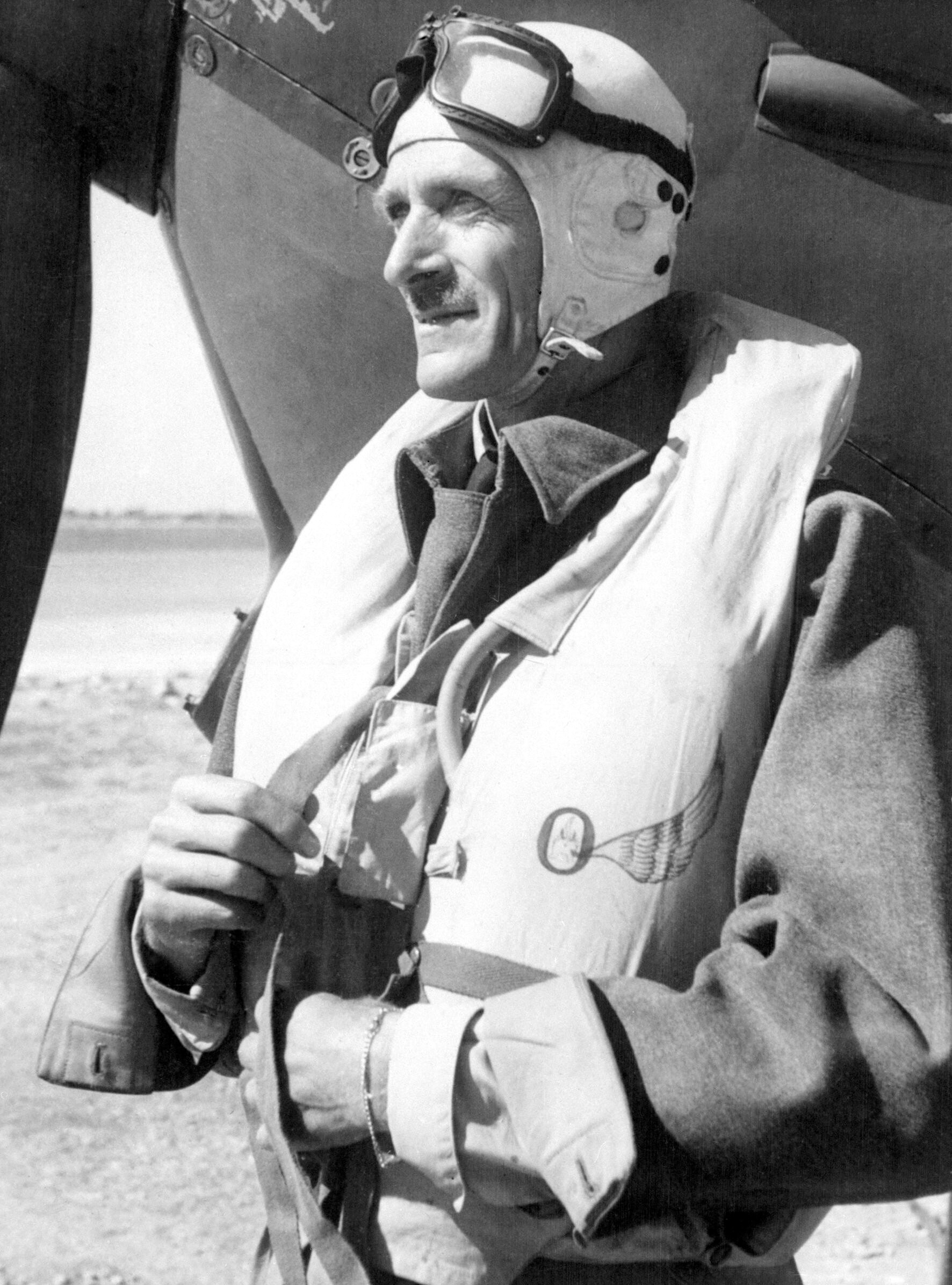
Keith Park, 1940

Am 30. August 1940 griffen 12 Flugzeuge der Staffel unter der Führung von Douglas Bader einen deutschen Verband aus 30 Bombern und Jagdflugzeugen an und konnten 12 davon abschießen. Bei der Nachbesprechung zu diesem Erfolg bemerkte Bader, dass der Erfolg noch weit größer gewesen wäre, hätten sie mit dreimal so vielen Flugzeugen angreifen können. In dieser Phase der Luftschlacht um England wurde aber eine Strategie verfolgt, die Verbände von der Stärke einer Squadron, also von 12 Flugzeugen, als größte gemeinsam geführte Angriffseinheit bei den Jagdflugzeugen vorgab.
Dies war in der Sorge begründet, dass ein größerer Verband zu unflexibel sei und das Risiko in sich barg, zu viele Reserven auf einmal zu opfern. Wichtiger Vertreter dieser Auffassung war der Kommandeur der 11. Fighter Group Air Vice Marshal Keith Park, welche die Hauptlast der Verteidigung Südenglands in der kritischen Phase trug. Dessen Methodik hatte jedoch auch zwangsläufig die zahlenmäßige Unterlegenheit in der Luft bedeutet.
Bader war aber mit seiner Staffel der 12. Fighter Group unterstellt, die von Air Vice Marshal Trafford Leigh-Mallory geführt wurde. Leigh-Mallory war sofort von der Idee begeistert und führte erst drei, dann fünf Squadrons zu einem „Fighter Wing“ zusammen, was zahlenmäßig in etwa der Gruppe eines Jagdgeschwaders der Luftwaffe entsprach. Der Verband wurde als „Duxford Wing“ bekannt und von Douglas Bader in den Kampf geführt. Gegen Ende des Jahres 1940 konnte der Duxford Wing über 150 Abschüsse bei eigenem Verlust von 30 Piloten verzeichnen. Die Kontroverse, ob dieses Vorgehen richtig sei oder nicht, wurde zwischen Park und Leigh-Mallory dadurch angeheizt und nie völlig ausgeräumt.

## Hugh Dowding als Vermittler
Hugh Dowding als zuständiger Vorgesetzter überließ es weitgehend seinen Kommandeuren, die gestellte Aufgabe nach ihrer Einschätzung zu meistern, und geriet dadurch unter Kritik seitens des Luftfahrtministeriums und auch seitens eines Teiles der ungeduldig auf den Einsatz wartenden Piloten der 12. Gruppe.
Außerdem verfügte Dowding über Informationen aus Geheimdienstquellen, die aus entschlüsselten Funksprüchen gewonnen wurden, den ultra intercepts. Darin wurde deutlich, dass die Luftwaffe hoffte, die RAF zu einem Großeinsatz herausfordern zu können, bei dem auch die Reserven in den Kampf geworfen und dezimiert werden würden. Dowding hatte nicht vor, dem nachzukommen, und teilte somit Parks Strategie.
Die Art und Weise, wie diese Meinungsverschiedenheit in aller Öffentlichkeit ausgetragen wurde, hatte zum Resultat, dass das Luftfahrtministerium einen Vertrauensverlust Dowdings befürchtete und ihn im Oktober 1940 nach einem Vier-Augen-Gespräch mit dem Minister für Luftfahrt, Sir Archibald Sinclair, von seinem Kommando abberief.
Bereits 1941 wurde durch umfassende Analysen (Sandkastenspiele) der Standpunkt Dowdings als sachlich korrekt nachgewiesen. Die taktischen Möglichkeiten eines großen, langsam aufzubauenden und in der Luft schwer zu führenden Verbandes in einer defensiven Rolle wären zu optimistisch dargestellt worden.
Zu diesem Zeitpunkt waren Keith Park und Hugh Dowding bereits abgelöst. Trafford Leigh-Mallory übernahm zunächst die 11. Gruppe von Keith Park. 1942 folgte er Sholto Douglas als Oberbefehlshaber des Fighter Command nach, der Nachfolger Dowdings geworden war. Als Leigh-Mallory 1944 den Oberbefehl über die gesamten alliierten Luftstreitkräfte in Südostasien antreten sollte, verunglückte er tödlich, als sein Flugzeug über den Alpen in schlechtem Wetter abstürzte. An seiner Stelle trat sein ehemaliger Rivale Keith Park den hohen Posten in Südostasien an.
Nach Ende des Zweiten Weltkrieges äußerte sich Dowding mit zunehmender Bitterkeit über die Entwicklung seiner Karriere bei der Royal Air Force. Gegenüber seinem Biografen Wright beschuldigte er Bader der Insubordination, Leigh-Mallory und Sholto Douglas der Verschwörung.
Alan Al Deere, bekannter Staffelkommandant und hoch dekorierter Pilot in der Luftschlacht um England, bemerkt dazu: „Dowding und Park haben die Schlacht um England gewonnen, die darauf folgende Schlacht der Worte aber verloren.“